# 磐田インターチェンジ
磐田インターチェンジ（いわたインターチェンジ）は、静岡県磐田市の東名高速道路上にあるインターチェンジ（開発インターチェンジ）である。磐田原PAの跡地に建設された。

## 道路
- E1 東名高速道路（15-1番）

## 接続する道路
- 静岡県道86号磐田インター線（国道1号磐田バイパスに接続）
- 静岡県道283号横川磐田線（静岡県道86号磐田インター線を介して接続）

## 歴史
- 1969年（昭和44年）2月1日 : 磐田原PAとして開設。
- 1997年（平成9年）5月31日 : 磐田原PAを閉鎖。
- 1999年（平成11年）4月4日 : 開設。

## 料金所
- ブース数 : 6

### 入口
- ブース数 : 2
  - ETC専用 : 1
  - ETC/一般 : 1

### 出口
- ブース数 : 4
  - ETC専用 : 2
  - 一般（精算機）: 2

## 周辺
- 磐田スポーツ交流の里・ゆめりあ
- ヤマハスタジアム
- 旧見付学校
- 桶ヶ谷沼
- 磐田駅
- 磐田市役所

## 隣
E1 東名高速道路
(15) 袋井IC - (15-1) 磐田IC - 遠州豊田PA/スマートIC - (16) 浜松IC

## 磐田インター駐車場
磐田インター駐車場（いわたインターちゅうしゃじょう）は、遠州鉄道（遠鉄バス）の中部国際空港行き空港リムジンバス「e-wing」、並びに山下公園前方面行き都市間高速バス「横浜イーライナー」のバス停留所である。磐田IC南の美登里町交差点付近にある。
パークアンドライドに対応しており、自動車110台が駐車可能。

### 隣接のバス停
遠鉄バス　中部国際空港線「e-wing」（中部国際空港のみ利用可）
（浜松北BS） - 磐田IC駐車場 - （袋井BS）
遠鉄バス　横浜イーライナー（東名御殿場・品川BT・横浜駅・山下公園前のみ利用可）
（浜松IC駐車場） - 磐田IC駐車場 - （掛川BS）

### 乗り換え
遠州鉄道 美登里町上バス停が目の前に位置。
磐田市立病院福田線 31 磐田市立病院・32 山梨方面と磐田駅・10 福田車庫・豊浜郵便局方面が発着する。